# Arturo Herrera Gutiérrez
Arturo Herrera Gutiérrez (Actopan, 21 marzo 1966) è un economista, funzionario e politico messicano. Il 9 luglio 2019 viene nominato dal presidente Andrés Manuel López Obrador, segretario della finanza e del credito pubblico dopo aver prestato servizio come sottosegretario nello stesso dipartimento a seguito delle dimissioni dell'allora segretario Carlos Manuel Urzúa Macías il 9 luglio 2019 e ratificato dalla Camera dei Deputati il 18 luglio del 2019.

## Biografia
Nacque ad Actopan il 21 marzo 1967. Suo padre, Arturo Herrera Cabañas, è amico del compositore e direttore d'orchestra Eduardo Mata, mentre sua madre si chiama Irma Gutiérrez Mejía. Ha due fratelli, Tonatiuh e Yuri, mentre suo zio Rafeal è stato presidente municipale di Actopan.
Si è laureato in economia all'Università Autonoma Metropolitana conseguendo nel 1999 un master al Colegio de México con una tesi intitolata, L'elettore della classe media: distribuzione del reddito e le preferenze elettorali , mentre, tra il 1991 ed il 1996 è stato ricercatore in economia presso la New York University 
Incarichi politici
Dal 2004 al 2006 è stato segretario delle Finanze del Distretto Federale del Messico nel governo di Alessandro Encinas Rodríguez. Dal 2010 al 2018 ha collaborato alla Banca Mondiale in qualità di responsabile di pratica, servizio pubblico e prestazioni per America Latina e Caraibi. Come Practice Manager, guida un gruppo di 40 professionisti che operano in 27 paesi, con diverse mansioni: dalla gestione dei finanziamenti pubblici, all'amministrazione delle tasse e attività parafiscali, dal rafforzamento del servizio giudiziario, alla partecipazione cittadina. Successivamente svolse la funzione di sottosegretario alle finanze e al credito pubblico dal 13 dicembre 2018 al 9 luglio 2019.  Il 9 giugno del 2021 venne nominato governatore della Banca del Messico. In ambito accademico, ha insegnato Teoria e Politica monetaria nonché Micro e Macroeconomia Al Colegio de Mexico e alla New York University, nella quale ha completato il dottorato in Economia.